# روبرت شو (كاتب)
روبرت شو (بالإنجليزية: Robert Shaw)‏ هو كاتب بريطاني، ولد في 1950.